# Handebol nos Jogos Pan-Americanos de 1999
As competições de handebol nos Jogos Pan-Americanos de 1999 em Winnipeg, Canadá, foram realizadas de 31 de julho a 7 de agosto de 1999 em Winnipeg, Canadá. As mulheres competiram de 31 de julho a 8 de agosto.

## Masculino

### Classificação final
| RANK | EQUIPE             |
| ---- | ------------------ |
| 1.   | CUB Cuba           |
| 2.   | BRA Brasil         |
| 3.   | ARG Argentina      |
| 4.   | USA Estados Unidos |
| 5.   | CAN Canadá         |
| 6.   | URU Uruguai        |
| 7.   | PUR Porto Rico     |

## Feminino

### Classificação final
| RANK | EQUIPE             |
| ---- | ------------------ |
| 1.   | BRA Brasil         |
| 2.   | CAN Canadá         |
| 3.   | CUB Cuba           |
| 4.   | USA Estados Unidos |
| 5.   | URU Uruguai        |
| 6.   | ARG Argentina      |

## Quadro de medalhas
| Place | Nation        |   |   |   | Total |
| ----- | ------------- | - | - | - | ----- |
| 1     | BRA Brasil    | 1 | 1 | 0 | 2     |
| 2     | CUB Cuba      | 1 | 0 | 1 | 2     |
| 3     | CAN Canadá    | 0 | 1 | 0 | 1     |
| 4     | ARG Argentina | 0 | 0 | 1 | 1     |
| Total | Total         | 2 | 2 | 2 | 6     |